# Limnophila (Limnophila) expressa
Limnophila (Limnophila) expressa is een tweevleugelige uit de familie steltmuggen (Limoniidae). De soort komt voor in het Neotropisch gebied.